# Big Happiness
Big Happiness er en amerikansk stumfilm fra 1920 af Colin Campbell.

## Medvirkende
- Dustin Farnum som John Dant / James Dant
- Kathryn Adams som June Dant
- Fred Malatesta som Raoul de Bergerac
- Violet Scram som Mlle DeFarge
- Joseph J. Dowling som Alick Crayshaw